# Nasua
Nasua là một chi động vật có vú trong họ Gấu mèo Bắc Mỹ, bộ Ăn thịt. Chi này được Storr miêu tả năm 1780. Loài điển hình của chi này là Viverra nasua Linnaeus, 1766, by absolute tautomy (Melville and Smith, 1987).

## Hình ảnh

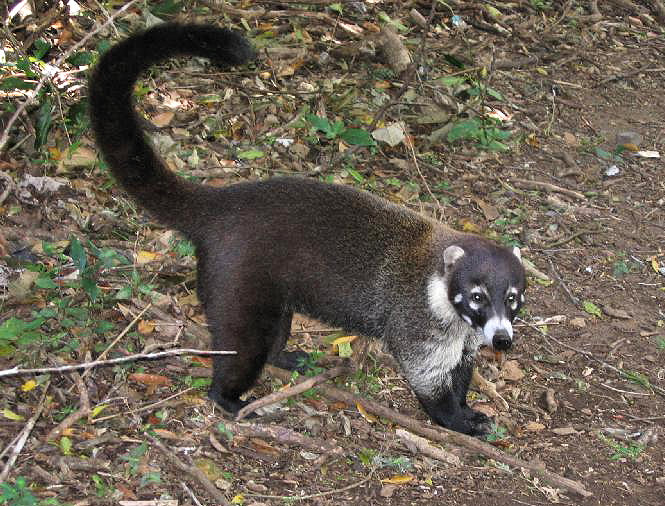
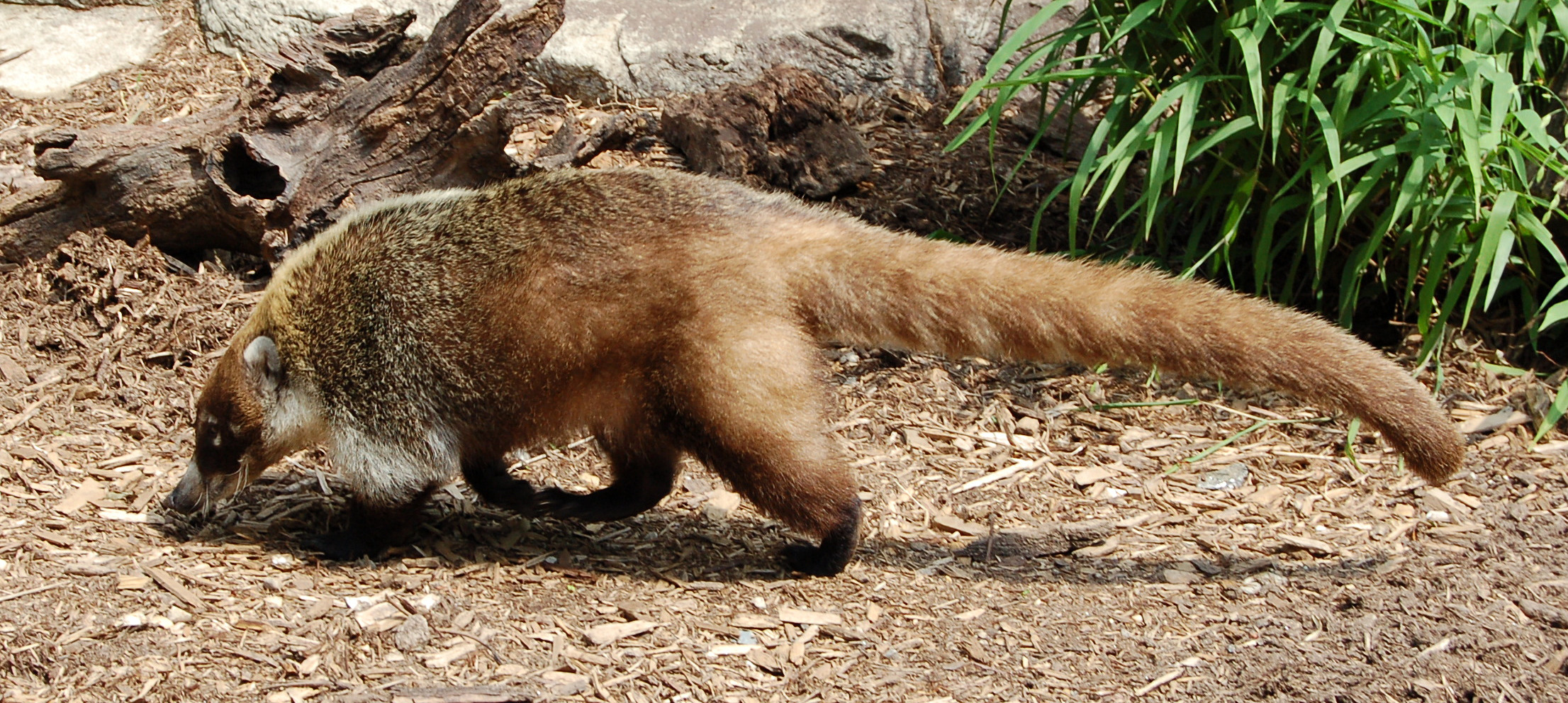
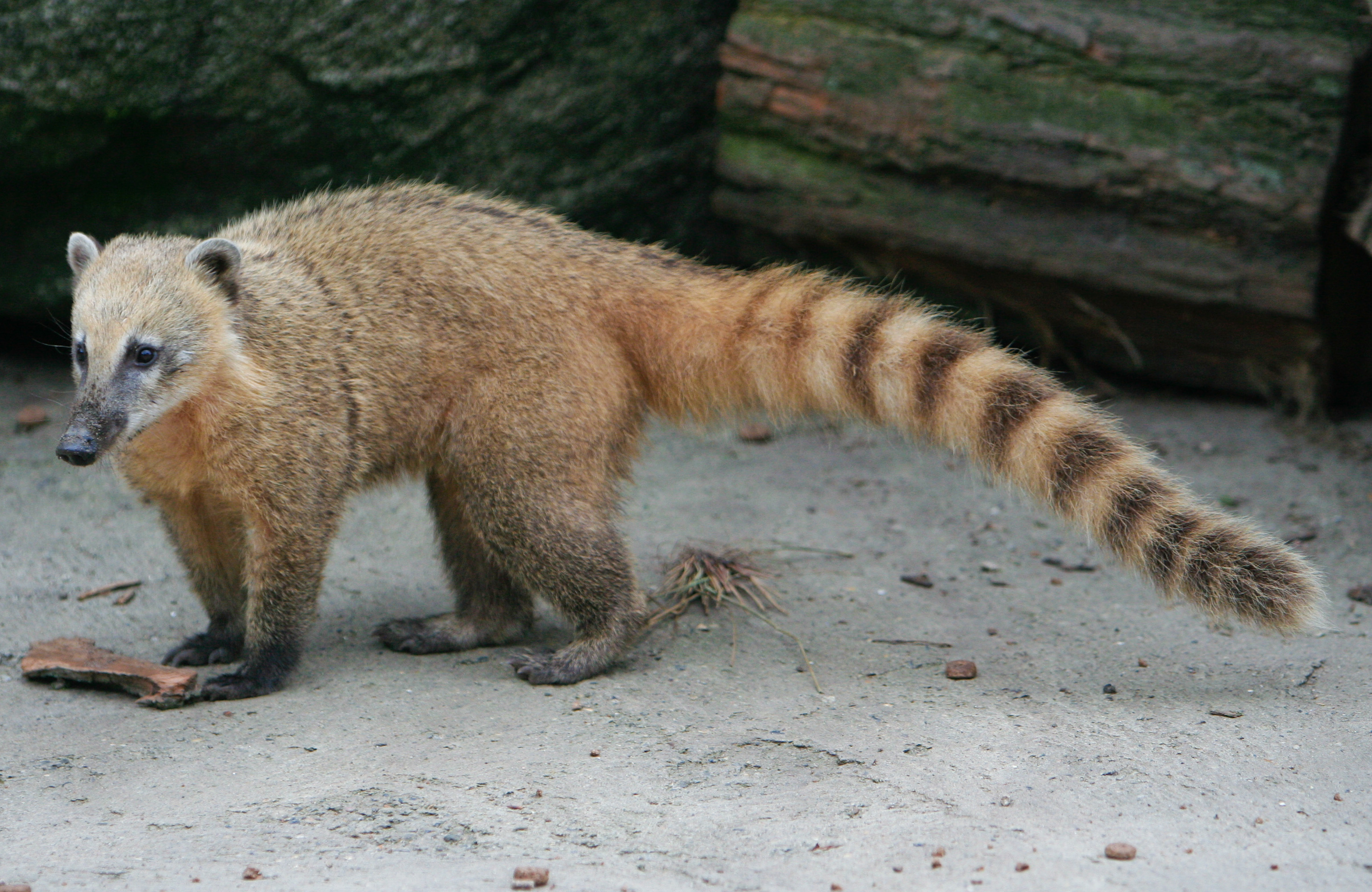
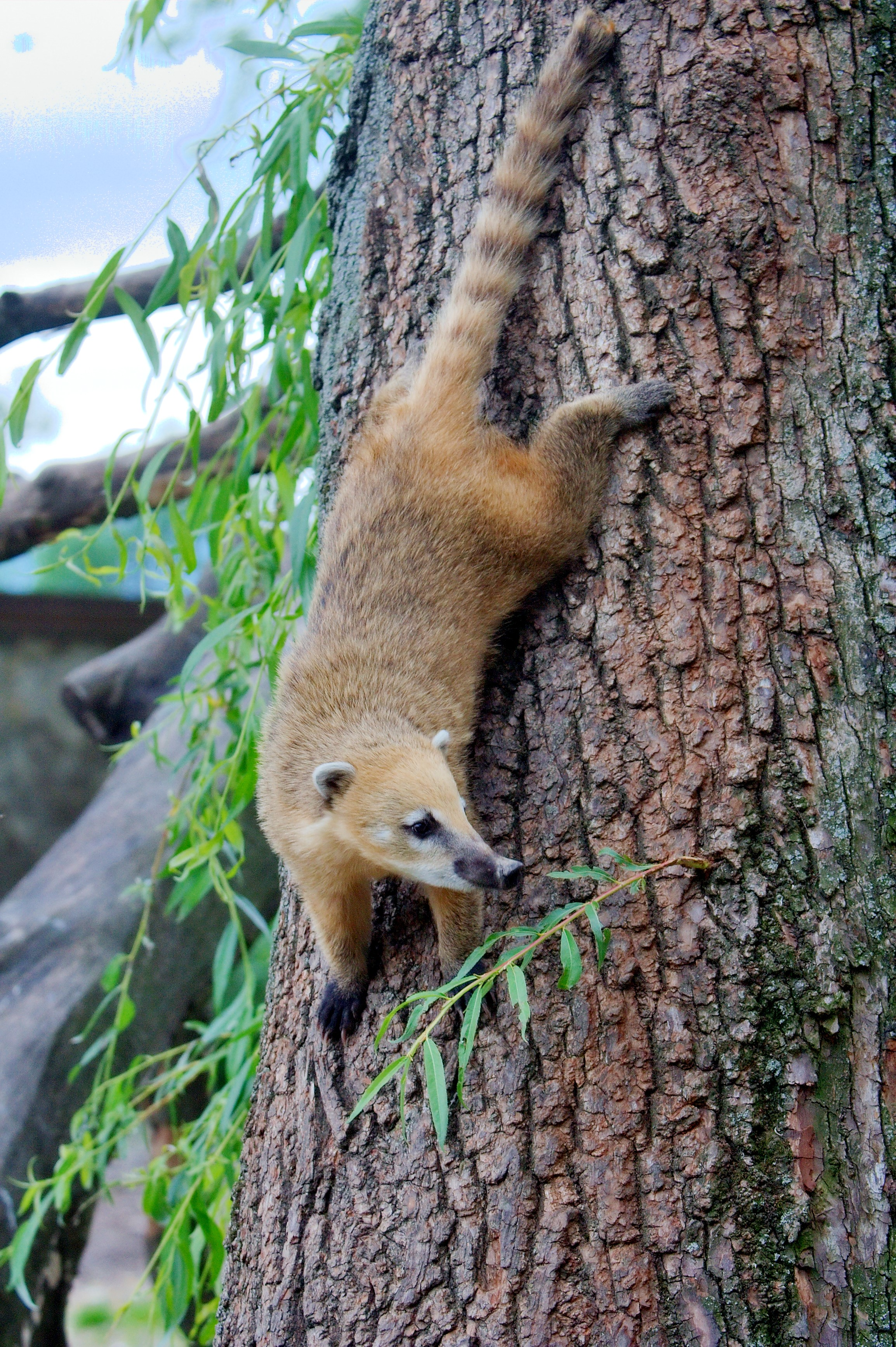

## Các loài
Chi này gồm các loài: